# Ensomme hjerters klub
Ensomme hjerters klub er en roman af Lotte og Søren Hammer, udgivet 29. august 2011 på Gyldendal. Romanen er tredje bind i en planlagt serie politiromaner med Konrad Simonsen i rollen som efterforskningsleder.
Bogen er en fortsætteleser på den trilogi, der startede med Svinehunde (2010) og fortsatte med Alting har sin pris (2011).

## Plot
Chefkriminalinspektør Konrad Simonsen må på grund af eftervirkningerne af et hjerteanfald overlade opklaringen af et skuddrama på en skole til sin brogede samling af underordnede, der hver især har personlige problemer, der skal løses. I stedet får han opgaven at undersøge, om et dødsfald, der er blevet registreret som en ulykke i virkeligheden var et drab. Hans efterforskning fører ham tilbage til en næsten 40 år gammel sag om en forsvunden teenager, og i løbet af opklaringen må han erkende, at han selv har fortrængt nogle væsentlige oplevelser fra tiden omkring 1970.
Han er flyttet ind hos sin underordnede, Komtessen, som han i nogen tid har haft et erotisk forhold til; spørgsmålet i deres forhold er dog, om det kan holde til Konrads i perioder excentriske optræden.